# Hayley Ladd
Hayley Ladd (Dacorum, 6 oktober 1993) is een voetbalspeelster uit Wales. Ze speelt als verdediger en middenvelder voor Everton FC in de Super League.

## Clubcarrière
Ladd speelde in het begin van haar carrière voor St Albans City FC alvorens ze zich op negenjarige leeftijd in de jeugdopleiding van Arsenal voegde. Nadat een doorbraak hier uitbleef, maakte Ladd in juni 2012 op huurbasis de overstap naar het Finse Kokkola Futis 10, actief in de Kansallinen Liiga. De huurovereenkomst werd mede mogelijk gemaakt door Jarmo Matikainen, de Finse bondscoach van Wales.

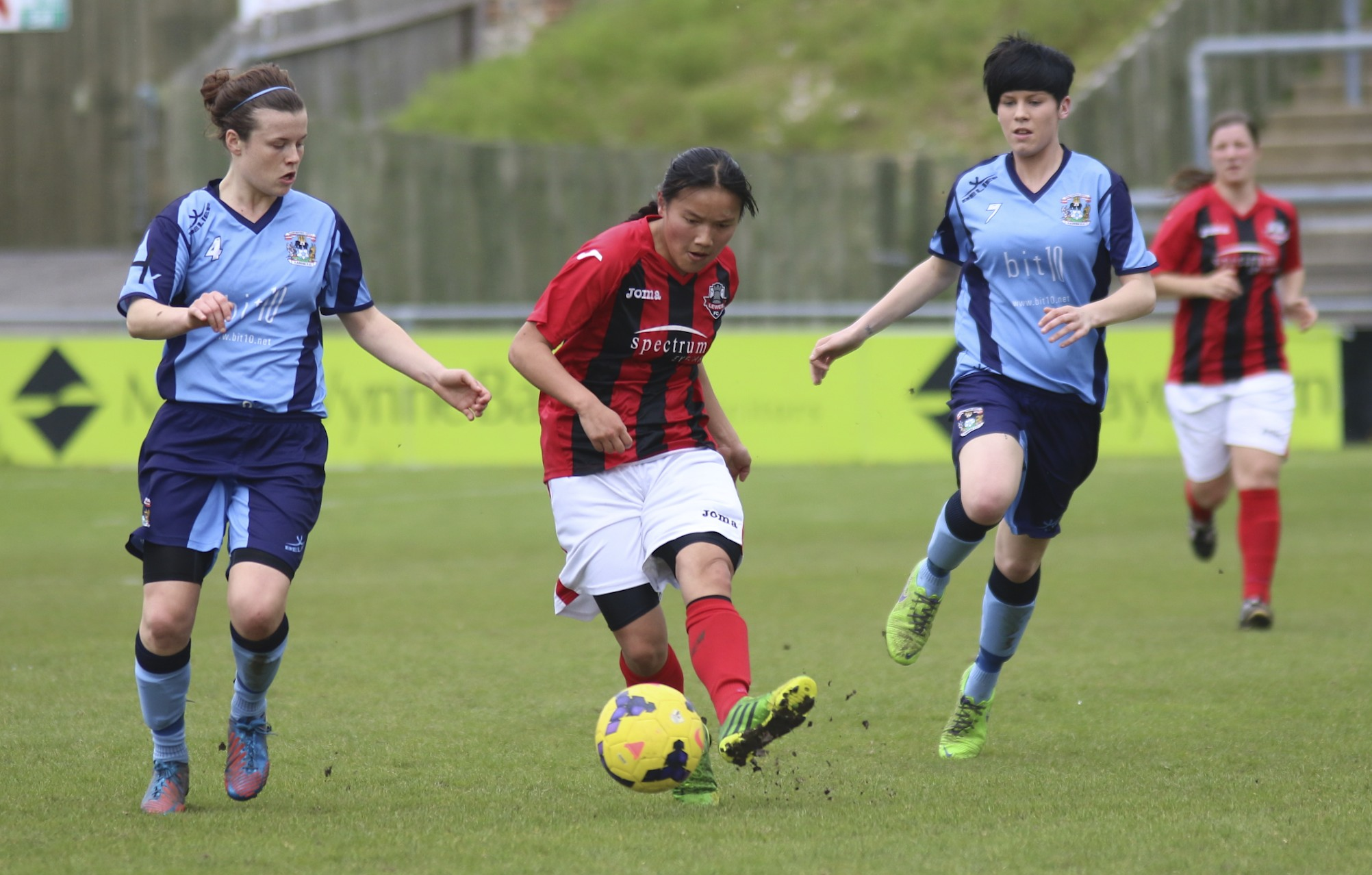
Ladd (links) als speelster van Coventry City in 2014.

Na haar terugkeer in het Verenigd Koninkrijk, ging Ladd voor Coventry City spelen in de National Division un oktober 2012. Ze maakte haar debuut in een 2-1 nederlaag tegen Manchester City. Ze speelde drie jaar bij de club en studeerde tegelijkertijd biologie aan de Universiteit van Loughborough tot 2015.
In januari 2015 tekende Ladd een contract bij Super Leagueclub Bristol Academy. Later werd de club hernoemd naar Bristol City, waar ze drie seizoen actief was.
Op 31 juli 2017 maakte Ladd een transfer naar Birmingham City, waar ze een contract voor twee seizoenen tekende. Op 29 mei 2019 besloot Ladd te vertrekken bij Birmingham City, nadat ze een nieuw contractvoorstel had afgewezen.
Ladd tekende op 5 juni 2019 een contract bij Manchester United in de voorbereiding op haar eerste seizoen in de Super League. Ladd debuteerde voor Manchester United in de stadsderby tegen Manchester City die in een 1-0 nederlaag eindigde. Ze maakte haar eerste doelpunt voor de club op 21 november 2019 in een League Cup overwinning op Leicester City. Aan het einde van haar debuutseizoen, werd Ladd uitgeroepen tot Manchester United 'speelster van het seizoen'.
Op 24 februari 2021 verlengde Ladd haar contract tot 30 juni 2023 met de optie voor nog een extra jaar. Ze verlengde haar contract op 14 december 2023 nogmaals tot medio 2025.
Ladd tekende op 8 januari 2025 een contract bij Everton FC. Tien dagen later debuteerde ze voor The Toffees in een 1-1 gelijkspel tegen Aston Villa.

## Statistieken
| Seizoen | Club              | Land     | Competitie   | Wedstrijden | Doelpunten |
| ------- | ----------------- | -------- | ------------ | ----------- | ---------- |
| 2016    | Bristol City      | Engeland | Super League | 1           | 1          |
| 2017/18 | Birmingham City   | Engeland | Super League | 1           | 1          |
| 2018/19 | Birmingham City   | Engeland | Super League | 3           | 2          |
| 2019/20 | Manchester United | Engeland | Super League | 14          | 0          |
| 2020/21 | Manchester United | Engeland | Super League | 18          | 1          |
| 2021/22 | Manchester United | Engeland | Super League | 14          | 2          |
| 2022/23 | Manchester United | Engeland | Super League | 21          | 4          |
| 2023/24 | Manchester United | Engeland | Super League | 11          | 2          |
| 2024/25 | Manchester United | Engeland | Super League | 3           | 0          |
| 2024/25 | Everton FC        | Engeland | Super League | 9           | 0          |
| Totaal  | Totaal            | Totaal   | Totaal       | 95          | 17         |

Laatste update: 9 juni 2025

## Interlandcarrière

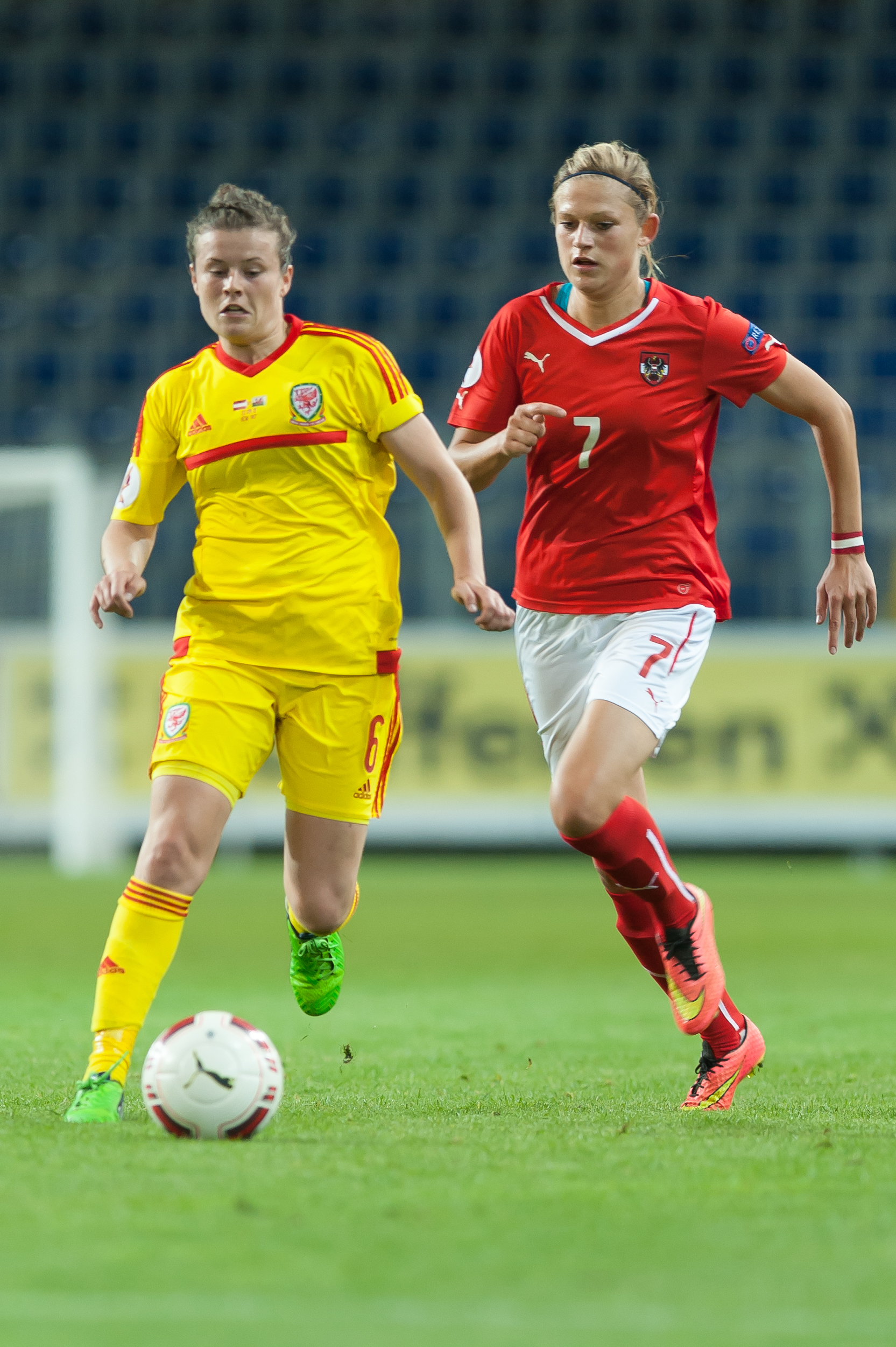
Ladd (links) in een wedstrijd voor het Welshe nationale team in 2015

Ladd was bevoegd om uit te kunnen komen voor Engeland doordat ze er was geboren, maar koos voor een interlandcarrière voor het Ierland. In maart 2011 werd ze op de standbylijst gezet voor in de Welshe selectie voor op de Algarve Cup in maart 2011. Ladd maakte haar debuut op 15 juni 2011 door in de 87ste minuut in te vallen voor Helen Lander in een met 2-0 verloren vriendschappelijke wedstrijd tegen Nieuw-Zeeland in Savièse, Zwitserland. Vijf dagen later verscheen ze in een met 3-1 verloren wedstrijd tegen Colombia.
Op 8 juni 2017 maakte Ladd haar eerste interlanddoelpunt in een vriendschappelijke overwinning op Portugal. Ladd wist op 24 november 2017 opnieuw tot scoren te komen in een kwalificatiewedstrijd voor het WK 2019 door een vrije trap raak te schieten tegen Kazachstan.
In januari 2019 speelde Ladd tegen Italië jaar vijftigste interland.